# Arjen Lucassen
Arjen Anthony Lucassen (ur. 3 kwietnia 1960 w Hilversum) – holenderski muzyk, kompozytor, wokalista i autor tekstów, a także producent muzyczny i inżynier dźwięku.

## Życiorys
Wykonawca muzyki w stylu metal progresywny. Sam gra na instrumentach klawiszowych, gitarze i gitarze basowej, zaś w swych realizacjach zatrudnia sesyjnych, najczęściej dobrze znanych muzyków sceny progresywnej. Podniosła muzyka Lucassena, oparta na motywach science fiction, najczęściej w formie opery rockowej, charakteryzuje się bardzo bogatym, symfonicznym brzmieniem, w którym dominują syntezatory i gitary elektryczne.
Arjen Lucassen znany jest przede wszystkim jako twórca zespołu Ayreon, który przyniósł mu międzynarodową popularność. Wcześniej grał w zespole Bodine. Następnie związał się z formacją Vengeance w której występował w latach 1984–1992 i 1997–1998. W 1994 rozpoczął solową działalność artystyczną. Był także założycielem takich projektów jak: Star One, Guilt Machine, czy Ambeon. Gościł ponadto, m.in. na albumach Within Temptation i Avantasia.

## Dyskografia
Albumy solowe
| Pools of Sorrow Waves of Joy            | - Data: 1993 - Wydawca: Ray's Music                 | –  | –  |
| Lost in the New Real                    | - Data: 23 kwietnia 2012 - Wydawca: InsideOut Music | 16 | 82 |
| „–” oznacza, że album nie był notowany. |                                                     |    |    |